# Маево
Маѐво (на Бислама Maéwo) е остров в Тихи океан разположен в архипелага Нови Хебриди с площ 304 км2. Намира се на разстояние 105 км от остров Еспириту Санто. На дължина достига до 47 км, а на ширина - 6 км. Съгласно административното деление на Република Вануату островът е включен в провинция Пенама.

## География
През годината върху склоновете на централния хребет на Маево падат до 400 мм. дъжд, за това не е учудващо, че през територията на целия остров е текат стотици реки и ручеи, образуващи цяла водна система.
Едно от най-красивите места на острова е залива Асанван с множеството си водопади, намиращ се на южното крайбрежие. Красива гледка представлява каскадният водопад в Наоне, както и великолепният водопад до местния аеропорт. Интерес предизвикват потъналите кораби около Талисе, топлите извори в Лоларук и Гаиофо, пещерата Мун Кейв и двата загадъчни коралови монолита на древния Керембаи, които според местната легенда са двама грешника, превърнати от боговете в камъни.

## Население
По-голямата част от населението на Маево живее по протежение на тясната крайбрежна ивица на западното крайбрежие. Главен източник на доходи на населението е копрата и традиционно отглежданите кава и таро.
Окултните вярвания (колдовство), тайните общества и богатата митология процъфтяват на острова, въпреки неговата трагична история. През XIX век приблизително 90 % от населението на Маево загинало в резултат на пренесените от европейците болести и търговията с роби. По тази причина много древни обреди, съхранение като по чудо от островитяните представляват днес несъмнен културен интерес.